# Szabó Simon
Szabó Simon (Budapest, 1979. szeptember 29. –) magyar színművész, rendező.

## Élete
Édesanyja könyvtáros volt, édesapja T. Szabó Ervin újságíró. 1995-ben színészként kezdte pályafutását, az ezredforduló idején DJ-ként is dolgozott. Testalkatából, orgánumából fakadóan a leggyakrabban olyan szerepekben látható, amelyekben modortalan, suttyó, az erkölcsi szabályoktól kevéssé korlátozott személyeket jelenített meg, akik olykor akár a törvényesség határát súroló, netán azt áthágó cselekedetektől sem riadnak vissza.

## Filmjei
Színészként
- Cella – Letöltendő élet (televíziós sorozat, 2023) ...Robot
- Diszfória (magyar kisjátékfilm, 2023) ...Xavér
- Drága örökösök – A visszatérés (televíziós sorozat, 2022–) ...Endrődi Krisztián
- Együtt kezdtük (magyar vígjáték, 2022) ...esküvői fotós
- A besúgó (televíziós sorozat, 2022) ...Dugovics
- Hotel Margaret (televíziós sorozat, 2022) ...Fred
- Keresztanyu (televíziós sorozat, 2021–2022) ...Fotós
- Becsúszó szerelem (magyar vígjáték, 2021) ...Tatra kápó
- Pesti balhé (magyar vígjáték, 2020) ...JET
- Drága örökösök  (magyar vígjáték, 2019–2020) ...Endrődi Krisztián
- Kölcsönlakás (magyar vígjáték, 2019) ...Márió
- Korhatáros szerelem (televíziós sorozat, 2018) ...Nyomozó
- A tanár (televíziós sorozat, 2018) ...Zalán
- Budapest Noir (magyar krimi, 2017) ...Kalocsai
- Pappa Pia (magyar zenés vígjáték, 2017) ...Testőr
- Tóth János (televíziós vígjáték-sorozat, 2017–2018) ...Dr. Angyal
- Red Sparrow (2017)
- Válótársak (magyar sorozat, 2016) ...Marine
- #Sohavégetnemérős (magyar sorozat, 2016) ...Bicikliző
- Megdönteni Hajnal Tímeát (magyar filmvígjáték, 2014) ...Bögöcs
- Fekete leves (magyar akció-vígjáték, 2014)
- Társas játék (magyar sorozat, 2013) ...Testőr
- A legyőzhetetlenek (magyar ifjúsági kalandfilm, 2013)
- Munkaügyek (televíziós sorozat, 2012) ...Maklári/Döme
- Hacktion (magyar sorozat, 2011–2012) ...Tom
- Hodor aurA nyilvánvaló titkai (2011)
- T.Ú.K – Tanár úr kérem! (magyar tévéfilm, 2010)
- Vespa (magyar filmdráma, 2009)
- Szíven szúrt ország (magyar fikciós dokumentumfilm, 2009)
- Stricik (magyar kisjátékfilm, 2009)
- Papírrepülők (magyar játékfilm, 2009)
- Vera, Verám, Verusa (magyar filmdráma, 2008)
- Rövid, de kemény... életem (magyar játékfilm, 2008)
- Zuhanórepülés (magyar akciófilm, 2007)
- Megyünk (magyar kisjátékfilm, 2007)
- Hangár (magyar kisjátékf., 2007)
- Szupermosás (magyar kisjátékfilm, 2006)
- Zsebzsötem (magyar kisjátékfilm, 2002)
- Moszkva tér (magyar játékfilm, 2001) ...Rojál
- Nyugat mesék: Ugat a Nyugat (TV film)
- Szomszédok (magyar sorozat, 1999) ...Guszti
- Sziget reklám (magyar reklámfilm, 1998)

Rendezőként
- Ebéd előtt (TV film, 2015)
- Fal (magyar kisjátékfilm, 2013)
- Magyarország 2011 (magyar szkeccsfilm, 2011)
- Papírrepülők (játékfilm, 2009)
- Megyünk (rövidfilm, 2008)

Zeneszerzőként
- Föld sója (magyar dokumentumfilm, 2009)

## Díjak
- Budapestért díj (2022)